# Суньига-и-Перес де Гусман, Альваро де
Альваро де Суньига-и-Перес де Гусман (исп. Álvaro de Zúñiga y Pérez de Guzmán; около 1450, Севилья — 28 сентября 1531, Бехар) — крупный испанский государственный и военный деятель, член старшей ветви дворянского дома де Суньига, гранд Испании, 3-й граф де Баньярес (с 1484), 2-й герцог Бехар и 2-й герцог Пласенсия (с 1488), 1-й маркиз де Хибралеон с 1526 года. Он также был первым рыцарем королевства, кавалером Ордена Золотого Руна, главным судьей и главным судебным приставом Кастилии. Он сменил своего деда Альваро де Суньига-и-Гусмана, 1-го герцога Бехара-и-Пласенсии, в 1488 году. Он был государственным советником императора Священной Римской империи Карла V. Он участвовал со своим знаменем и войском в войне за Гранаду с 1482 года до своей капитуляции в 1492 году, а также в подавлении восстания комунерос Кастилии в 1520 году. В 1489 году он женился на своей тете Марии де Суньига, дочери Альваро Суньиги и Гусмана и его второй жены Леонор Пиментель. Детей в этом браке не было, но у герцога было обширное незаконнорожденное потомство от любовницы Каталины Дорантес. Его титулы и обширные владения унаследовала его племянница Тереза де Суньига и Манрике де Лара.

## Биография
Альваро де Суньига был старшим сыном Педро де Суньига и Манрике де Лара (ок. 1430—1484), 2-го графа Баньяреса и 1-го графа Аямонте, и Терезы Перес де Гусман-и-Гусман, 7-й сеньоры Аямонте, родной дочери Хуана Алонсо Переса де Гусмана-и-Суареса и де Фигероа, 3-го графа Ньебла и 1-го герцога Медина-Сидония, и Эльвиры де Гусман. Альваро женился в 1489 году на Марии де Суньига-и-Пиментель — своей тете, сводной сестре его отца, дочери его деда Альваро де Суньига-и-Гусман, и его второй жене Леонор де Пиментель-и-Суньига. В 1487 году папа римский Иннокентий VIII предоставил ему разрешение на свадьбу с родной теткой. У него не было наследства в браке, поэтому ему наследовала его племянница Тереза де Суньига и Манрике де Кастро, дочь его брата Франсиско, 1-го маркиза Аямонте, и его жены Леонор Манрике де Кастро. Вместе с Каталиной де Орантес он произвел на свет своих детей Педро и Изабель, которых узаконил. Он наделил Педро титулом сеньора де Альдеуэла, который годы спустя был назначен 1-м маркизом Агилафуэнте по милости короля Фелипе II в 1572 году, а его дочь Изабель вышла замуж за Гонсало де Гусмана-и-Киньонеса, сеньора Торала.
Католические монархи пожаловали его королевским указом от 21 декабря 1486 года как одного из трех главных алькайдов Севильи и подтвердили королевским указом от 31 декабря 1486 года должности главного судьи и главного судебного пристава Кастилии, которые занимали его отец, дед и прадед.

## Потеря Пласенсии из-за восстания, спровоцированного католическими монархами
После смерти в 1488 году своего деда Альваро де Суньига он унаследовал, согласно завещанию от 21 июля 1486 года, его титулы, сеньории и поместья. Его дядя Диего де Суньига-и-Манрике де Лара, приор Сан-Маркос-ин-Леон из Ордена Сантьяго, сеньор Вильора, второй сын и оставшийся в живых после своего деда, потребовал наследство для себя и начал называть себя герцогом Бехаром, также его дядя Франсиско де Суньига и Манрике де Лара, сеньор Мирабель, не были удовлетворены наследством. Королева Кастилии Изабелла I, воспользовавшись этими обстоятельствами, хотела уменьшить наследство рода, которое, по её мнению, имело чрезмерное состояние, для чего она советует некоторым важным кабальеро Пласенсии отказаться от повиновения новому герцогу Пласенсии и перейти к королевскую корону и дала им право поднять оружие против своего господина.
Когда Альваро де Суньига был в Вальядолиде, пытаясь решить проблемы престолонаследия своего деда с помощью королевы Изабеллы I, Карвахали, Франсиско де Карвахал, сеньор Торрехон, и его брат Гутьерре, который в прошлом был ответственен за инциденты, с помощью своих родственников и союзников подняли восстание в Пласенсии в середине 1488 года, потребовав освобождения муниципалитета, установив осаду замка и желая передать его королю Фердинанду II Католику. Население восстало против своего господина и осадило замок. Альваро де Суньига безуспешно пытался получить помощь от королевы Изабеллы I. Король Фердинанд II поддержал повстанцев в их борьбе против герцога и присоединил Пласенсию с помощью своей армии под власть кастильской короны. Король Фердинанд II вошел в Пласенсию 20 октября 1488 года и принес присягу в соборе Санта-Мария-ла-Майор, тем самым включив Пласенсию в состав коронного домена. Об этом можно прочитать в клятве, данной королем Фердинандом II, когда он взял город Пласенсия. Это показывает, что смена власти произошла не из-за несправедливости, совершенной их герцогами, а из-за инсинуаций католических монархов. Это был несправедливый поступок со стороны королевы Изабеллы I и не очень благородный со стороны короля Фердинанда II, принимая во внимание пакты, подписанные католическими монархами с его дедом Альваро де Суньига-и-Гусманом, 1-м герцогом Пласенсиа, в 1476 и 1480 годах. Город и долины Пласенсия получили 1-го графа Пласенсии Педро де Эстуньига в 1441 году от короля Кастилии и Леона Хуана II. Спустя годы город Пласенсия 23 февраля 1495 года подала петицию католическим монархам, чтобы подтвердить откровенность, свободы и исключения, которые были у соседей, когда они принадлежали герцогам Альваро де Суньига и его внуку.

## Участие со своим знаменем и воинством в Гранадской войне
Альваро II де Суньига принимал участие со знаменем и воинством своего деда Альваро де Суньиги и его отца Педро де Суньиги в Гранадской войне с 1482 года до сдачи Гранады в 1492 году. Он был одним из самых известных рыцарей, служивших католическим королям в войне Гранады. В июне 1482 года король Фердинанд II начал завоевание Гранадского эмирата, сосредоточив объединенные армии в Кордове и двигаясь в направлении Лохи. 4 июля 1482 года они ведут кровавый бой с мавританским войском под командованием Али-Атара, командира крепости Лоха. Родриго Понсе де Леон, 2-й маркиз Кадис, за спасение жизни короля Фердинанда II, который сражался среди мавров, чуть не погиб, когда его лошадь была ранена в тот момент, когда его копье пронзило тело мавра. Педро Фернандес де Веласко, констебль Кастилии, 2-й граф Аро, получил три ранения в лицо; Энрике Перес де Гусман и Фонсека, 2-й герцог Медина-Сидония, упал с лошади, а Иньиго Лопес де Мендоса, 2-й граф Тендилья, чей лагерь находился недалеко от Лохи, получил тяжелые ударьы булавой и чуть не попал в руки врага, если бы не молодой Альваро де Суньига.
Его дяди Хуан де Суньига-и-Пиментель, магистр ордена Алькантара, и Франсиско де Суньига-и-Манрике-де-Лара также участвовали в завоевании Лохи в 1484 году. Король Фердинанд II, герцоги Нахера, Мединасели и Пласенсия — в лице его внук Альваро II де Суньига, а также другие дворяне сосредоточили свои силы в Кордове в апреле 1485 года, чтобы вести войну против мавров. Альваро II де Суньига возглавляет войско 1-го герцога Пласенсия, около 220 копий. Весной 1485 года они вошли в Ронду, которую завоевали 10 мая 1485 года, участвовали в осаде и взятии Велес-Малаги, капитулировавшей 4 сентября 1487 года.
Альмерия|
Он участвует в завоевании Басы, Гуадикса, Альмерии и в окончательной победе в Гранадской войне и капитуляции мавританского эмира Боабдиля. В акте капитуляции Гранады 30 декабря 1491 года дворяне, в том ч сле Альваро де Суньига, подтверждают акт капитуляции, предоставленный в Реале-де-ла-Вега-де-Гранада 25 ноября 1491 года между католическими монархами и губернаторами Юсуфом ибн Комиксой и Абу-Касимом аль-Мулеем от имени Боабдиля, эмира Гранады. Список подтверждающих возглавляют католические монархи, которые подтверждают и одобряют привилегию. Альваро де Суньига присутствовал на церемонии передачи города Гранады 2 января 1492 года. Альваро де Суньига хромал из-за травмы ноги, полученной в Гранадской войне.

## Заговор знати Кастилии против правительства короля Фердинанда II Католика
После смерти королевы Изабеллы I 26 ноября 1504 года её муж, король Фердинанд II, созвал кортесы в Торо от имени своей отсутствующей дочери, королевы Хуаны. 7 марта 1505 года были обнародованы законы, регулирующие преемственность и признающие короля Арагона Фердинанда II новым губернатором Королевства Кастилия в соответствии с волей его покойной супруги, королевы Изабеллы I. Вельможи Кастилии составили заговор против короля Фердинанда II, зная, что она особо оговаривала, что государством от имени дочери будет управлять и править её отец Фердинанд II, в том случае, если та окажется недееспособной. Заговор был инициирован в начале 1505 года Хуаном Мануэлем, сеньором Бельмонте, к которому присоединились герцог Нахера, герцог Бехар, герцог Медина-Сидония, граф Бенавенте и маркиз Вильена, не признавая соглашений, принятых на кортесах в Торо, на управлением королевством Фердинандом II. Они хотят избавиться от авторитарного правительства и в начале 1505 года приглашают Филиппа I Красивого, герцога Бургундского, управлять Кастилией от имени его жены королевы Хуаны I Безумной. Филипп I развивает большую дипломатическую деятельность в Кастилии, направляя письма высшим церковным сановникам, главным городам и виллам с правом голоса в кортесах. В своих письмах он предлагал грандам быть готовыми с доброй волей к тому, что они требуют, и хорошо вознаграждать его. Филипп I благодарит 2-го герцога Бехара за письмо от 15 февраля 1505 года. Король Филипп I умер вскоре после этого в Бургосе 25 сентября 1506 года, а король Фердинанд II Арагонский — 23 января 1516 года.

## Рыцарь ордена Золотого руна и гранд Испании
2-й герцог Бехар и Пласенсия принимал участие в капитуле Ордена Золотого руна, проходившем в Барселонском соборе со 2 по 4 марта 1519 года — в хорах Барселонского собора над сиденьями сохранились гербы рыцари, принимавшие участие в капитуле, где он был избран и назначен рыцарем Ордена императором Священной Римской империи Карлом I, магистром и суверенным главой Ордена. Этот рыцарский орден является высшим орденом Бургундии и Австрии — Габсбургом — учрежденным герцогом Бургундским Филиппом III Добрым 10 января 1430 года в Брюгге, Фландрия.
Как вельможа Кастили, он получил титул гранда Испании, созданный императором Карлом V после его прибытия в Испанию по возвращении с коронации в 1520 году в Аахене, Священная Римская империя.

## На службе у Карлоса I
Альваро возглавляет свиту, состоящую из брата Диего Лопеса Толедо, командора де Эррера, Хуана Алонсо де Гусмана-и-Суньиги, 8-го графа Ньебла и 6-го герцога Медина-Сидония, и его племянника Франсиско де Сотомайора, 5-го графа Белалькасара, с которыми он сопроводил инфанту Каталину, младшую сестру императора Карла V и будущую жену короля Португалии Жуана III, к португальской границе, в Бадахос, в январе 1524 года.
В 1526 году он получил титул 1-го маркиза Хибралеона от императора Священной Римской империи и короля Испании Карла V. Он входил в свиту, состоявшую из герцога Калабрии, архиепископа Толедского, Алонсо де Суньига-и-Асеведо, 3-го графа Монтеррея, и графа де Сифуэнтес, которые встречали принцессу Изабеллу Португальскую, будущую жену императора Карла V и короля Испании Карлоса I, на границе Португалии, между Эльвашем и Бадахосом, 7 февраля 1526 года. Альваро II де Суньига-и-Гусман был назначен членом первого Государственного совета императора Карла V, который был создан во время пребывания императора в Гранаде летом 1526 года. Другими членами Государственного совета были: Меркурино Арборио Гаттинара, Энрике де Нассау, Фадрике Альварес де Толедо и Энрикес, 2-й граф Альба, Альфонсо де Фонсека, архиепископ Толедо, Гарсия де Лоайса, епископ Осмы и духовник императора, и Алонсо Мерино, епископ Хаэна.
Император Карл V и императрица Изабелла назвали Альваро II де Суньигу крестным отцом при крещении принца Филиппа, а овдовевшую королеву Элеонору, сестру императора, крестной матерью. Архиепископ Толедо крестил трехмесячного принца Филиппа 5 июня 1527 года в церкви Сан-Пабло в Вальядолиде.
Альваро де Суньига-и-Гусман умер в Бехаре 28 сентября 1531 года.